# 16 юни
16 юни е 167-ият ден в годината според григорианския календар (168-и през високосна). Остават 198 дни до края на годината.

## Събития
- 1342 г. – Основан е град Олбор, Дания.
- 1815 г. – Състои се последната военна победа на Наполеон Бонапарт – при Лигни.
- 1846 г. – Пий IX е избран за папа, с което започва най-дълготрайният понтификат в историята на Римокатолическа църква.
- 1903 г. – В САЩ е създадена автомобилната компания Форд Мотор.
- 1913 г. – Започва Междусъюзническата война
- 1938 г. – Учредена е ултранационалистическата и расистка организация Българска орда, просъществувала до септември 1944 г.
- 1940 г. – Втората световна война: Маршал Анри Филип Петен става министър-председател във Вишистка Франция.
- 1958 г. – Имре Наги, Пал Малетер и други водачи на Унгарското въстание от 1956 г. са екзекутирани.
- 1960 г. – В Израел е включен първият ядрен реактор.
- 1961 г. – По време на турне в Париж съветския балетист Рудолф Нуреев иска политическо убежище и остава до края на дните си във Франция.
- 1963 г. – Изстрелян е „Восток 6“ със съветската космонавтка Валентина Терешкова на борда, която става първата жена, летяла в космоса.
- 1977 г. – Леонид Брежнев е избран за държавен глава на СССР и по този начин поема цялата власт в държавата.
- 1981 г. – НС преизбира за държавен глава Тодор Живков; край на управлението на Станко Тодоров като министър-председател на България (от 7 юли 1971 г.) и начало на мандата на Гриша Филипов на тази длъжност (продължил до 21 март 1986 г.).
- 1989 г. – Екзекутираният през 1956 г. министър-председател на Унгария Имре Над е препогребан с високи почести.
- 1999 г. – Табо Мбеки встъпва в длъжността президент на ЮАР.
- 2004 г. – Рафаел Бенитес е назначен за треньор на Ливърпул, с който през следващата година е победител в Шампионската лига.
- 2006 г. – Италианската полиция задържа престолонаследникът на италианския трон Виктор Емануил Савойски, в обвинение за „пране на пари“.
- 2012 г. – Китай успешно изстрелва апарат Шънджоу 9 с тричленен екипаж, включващ първата жена космонавт на Китай Лю Ян, който успява да се скачи успешно със станция Тянгун-1
- 2016 г. – Открива се Всеправославния събор на остров Крит.

## Родени
- 1313 г. – Джовани Бокачо, италиански писател († 1375 г.)
- 1583 г. – Аксел Уксеншерна, канцлер и регент на Швеция († 1654 г.)
- 1612 г. – Мурад IV, султан на Османската империя († 1640 г.)
- 1829 г. – Джеронимо, индиански вожд († 1909 г.)
- 1858 г. – Густав V, крал на Швеция († 1950 г.)
- 1866 г. – Германос Каравангелис, костурски митрополит († 1935 г.)
- 1868 г. – Иван Табаков, български военен деец († 1925 г.)
- 1888 г. – Александър Фридман, руски физик († 1925 г.)
- 1890 г. – Стан Лоръл, британски актьор († 1965 г.)
- 1894 г. – Фьодор Толбухин, съветски офицер († 1949 г.)
- 1897 г. – Георг Витиг, германски химик, Нобелов лауреат († 1987 г.)
- 1898 г. – Георги Исерсон, съветски учен († 1976 г.)
- 1899 г. – Бронислав Камински, руски офицер от СС († 1944 г.)
- 1917 г. – Ървинг Пен, американски фотограф († 2009 г.)
- 1925 г. – Георги Парцалев, български актьор († 1989 г.)
- 1928 г. – Ани Корди, белгийска актриса и певица († 2020 г.)
- 1937 г. – Симеон Сакскобургготски, цар на българите и министър-председател на България
- 1947 г. – Кирил Кадийски, български писател
- 1958 г. – Бойка Велкова, българска актриса
- 1960 г. – Михаил Миков, български политик
- 1961 г. – Роберт Шнайдер, австрийски писател
- 1966 г. – Владимир Кузов, български политик
- 1966 г. – Ян Железни, чешки спортист
- 1967 г. – София Кузева, българска актриса
- 1971 г. – Тупак Шакур, американски музикант († 1996 г.)
- 1972 г. – Стефан Юруков, български футболист
- 1973 г. – Стефан Митров, български поп-певец
- 1980 г. – Мартин Щранцъл, австрийски футболист
- 1980 г. – Нехир Ердоган, турска актриса
- 1985 г. – Сержо Диас Рибейро, португалски футболист
- 1987 г. – Красимир Анев, български биатлонист

## Починали
- 1671 г. – Степан Разин, казашки военачалник (* 1630 г.)
- 1876 г. – Тодор Каблешков, български революционер (* 1851 г.)
- 1890 г. – Коста Паница, български офицер (* 1857 г.)
- 1913 г. – Иван Метев, български инженер (* 1889 г.)
- 1921 г. – Марко Балабанов, български политик (* 1837 г.)
- 1929 г. – Олдфийлд Томас, британски зоолог (* 1858 г.)
- 1940 г. – Андрей Архангелски, руски геолог (* 1879 г.)
- 1944 г. – Марк Блок, френски историк (* 1886 г.)
- 1951 г. – Пьотър Павленко, съветски писател (* 1899 г.)
- 1958 г. – Имре Над, министър-председател на Унгария (* 1896 г.)
- 1959 г. – Джордж Рийвс, американски актьор (* 1914 г.)
- 1977 г. – Вернер фон Браун, германски учен (* 1912 г.)
- 1979 г. – Никълъс Рей, американски режисьор (* 1911 г.)
- 2004 г. – Тодор Динов, български аниматор (* 1919 г.)
- 2010 г. – Роналд Ним, британски режисьор (* 1911 г.)
- 2013 г. – Ханс Хас, австрийски зоолог и водолаз (* 1919 г.)
- 2017 г. – Хелмут Кол, германски политик (* 1930 г.)

## Празници
- ЮНЕСКО – Международен ден на африканското дете – Отбелязва се от 1991 г. по инициатива на Организацията за африканско единство и ЮНЕСКО
- ЮАР – Ден на младежите
- Ирландия – Блумовден (Блумсдей, неофициален празник)